# Gephyromantis cornutus
A Gephyromantis cornutus   a kétéltűek (Amphibia) osztályába és  a békák (Anura) rendjébe aranybékafélék (Mantellidae) családjába tartozó faj. 

## Előfordulása
Madagaszkár endemikus faja. A sziget középső-keleti részén, 850–1200 m-es tengerszint feletti magasságban honos.

## Megjelenése
Közepes méretű Gephyromantis faj. A hímek testhossza 38–40 mm, a nőstényeké 39 mm körüli. Szemei között feltűnő dudorok találhatók. Hátán enyhén kiemelkedő hosszanti bőrredők húzódnak. Ahímeknek szürkés, jól nyújtható egyszeres hanghólyagjuk van.
Hasonló fajok: nagyon hasonlít a Gephyromantis tschenki fajra, melynek csak hangja más, és hímeinek kétlebenyes hanghólyagja van.

## Természetvédelmi helyzete
A vörös lista a sebezhető fajok között tartja nyilván. Élőhelye fokozatosan csökken mezőgazdaság, a fakitermelés, a szénégetés, az invázív eukaliptuszfajok terjeszkedése, a legeltetés és a lakott területek növekedése következtében.